# Ulrich Heldmann
Ulrich Heldmann (* 1964 in Wuppertal) ist ein deutscher Koch.

## Werdegang
Nach der Lehre in Wuppertal bei Adolf Schmücker und weiteren Anstellungen wechselte er zu Averbeck’s Giebelhof bei Alfred Friedrich in Senden. Danach kocht er bei Vincent Klink in Schwäbisch Gmünd. Um 1990 arbeitete Heldmann bei Berthold Bühler und Henri Bach im Restaurant Résidence in Essen (zwei Michelinsterne). Er arbeitete bei Dieter Luther im Restaurant Luther in Freinsheim; hier war seine Frau Servicechefin.
Seit 1995 öffnete Ulrich Heldmann mit seiner Frau Petra das Restaurant "Heldmann" in Remscheid in der Villa Concordia von Moritz Böker. Von 2001 bis 2019 war das Restaurant mit einem Michelinstern ausgezeichnet.

## Auszeichnungen
- 2001–2019: Ein Michelinstern im Guide Michelin für das Restaurant Heldmann

## Veröffentlichungen
- Beteiligung an: Susanne Birkner, Silke Kammann: Herzenssache: Neue Bergische Küche. Bergischer Verlag 2006, ISBN 978-3923495801.